# Crioprotetor
Um crioprotetor é uma substância que é usada para proteger tecido biológico de danos de congelamento (dano esse devido à formação de gelo). Insectos do Ártico e Antárctida, peixes, anfíbios e répteis criam crioprotectores (compostos anticongelantes e proteínas anticongelantes) nos seus corpos para minimizar os danos de congelamento durante os períodos frios do inverno. Os insectos geralmente usam açúcares ou polióis como crioprotectores. Sapos do Ártico usam glicose, mas as salamandras do Ártico criam glicerol nos seus fígados para uso como crioprotector. Os crioprotectores funcionam simplesmente aumentando a concentração de solutos nas células. No entanto, a fim de ser biologicamente viável eles devem (1) facilmente penetrar nas células, e (2) não ser tóxico para a célula.[carece de fontes?]
Crioprotectores convencionais são glicol (álcool contendo pelo menos dois grupos de hidroxila), tais como etilenoglicol, Propilenoglicol e glicerol. Etilenoglicol é normalmente usado como anticongelante automóvel e propilenoglicol tem sido utilizado para reduzir a formação de gelo em gelados. Dimetilsulfóxido (DMSO) é também considerado como um crioprotector convencional. Glicerol e DMSO têm sido utilizados ao longo de décadas por Criobiologistas para reduzir a formação de gelo em esperma e embriões que são friamente preservados em nitrogénio líquido.
Misturas de crioprotectores têm menos toxicidade e são mais eficazes do que um único agente de crioprotectores. Uma mistura de formamida com DMSO, propilenoglicol e coloide foi durante muitos anos o mais eficaz de todos os crioprotectores criados artificialmente. Misturas crioprotectoras têm sido utilizadas para vitrificação, ou seja, solidificação sem formação de cristais de gelo. Vitrificação tem importantes aplicações na preservação de embriões, tecidos biológicos e órgãos para transplantes. Vitrificação também é usada em criónica num esforço para eliminar os danos de congelamento.
Alguns crioprotectores funcionam reduzindo a temperatura de transição vítrea de uma solução ou material. Desta forma, os crioprotectores evitam um efetivo congelamento, e a solução mantém alguma flexibilidade numa fase vítrea. Muitos crioprotectores também funcionam formando ligações de hidrogénio com moléculas biológicas assim que as moléculas da água são substituídas. A ligação de hidrogénio em soluções aquosas é importante para o bom funcionamento de proteínas e ADN. Portanto, quando o crioprotector substitui as moléculas de água, o material biológico mantém a sua estrutura (e função) fisiológica nativa, embora ele já não esteja imerso num ambiente aquoso. Esta estratégia de preservação é mais frequentemente observada em anidrobiose.
Os crioprotectores são também usados para preservar alimentos. Estes componentes são geralmente açúcares que são baratos e não colocam qualquer preocupações de toxicidade. Por exemplo, muitos produtos de frango congelado (crus) contêm uma "solução" de água, sacarose, e fosfatos de sódio.

## Crioprotectores comuns
| - DMSO (Dimetilsulfóxido) - Etilenoglicol - Glicerol | - 2-Metil-2,4-pentanediol (MPD) - Propilenoglicol - Sacarose |

## References
- Maioria da informação adaptada de www.cryoprotectants.com; a página não está mais activa.